# NGC 714
NGC 714 ist eine Linsenförmige Galaxie vom Hubble-Typ S0/a im Sternbild Andromeda am Nordsternhimmel. Sie ist schätzungsweise 199 Millionen Lichtjahre von der Milchstraße entfernt und hat einen Durchmesser von etwa 90.000 Lichtjahren. Die Galaxie gilt als Mitglied der Galaxiengruppe Abell 262.
Im selben Himmelsareal befinden sich u. a. die Galaxien NGC 703, NGC 708, NGC 709, NGC 717.
Das Objekt wurde am 28. Oktober 1850 vom irischen Astronomen Bindon Blood Stoney entdeckt, einem Assistenten von William Parsons.